# Gregory Bennet
Gregory Charles Bennet (ur. 7 kwietnia 1963) – australijski duchowny katolicki, biskup Sale od 2020.

## Życiorys

### Prezbiterat
Święcenia kapłańskie przyjął w 1992 i został inkardynowany do archidiecezji Melbourne. Był m.in. dyrektorem kurialnego wydziału ds. ewangelizacji, moderatorem kurii oraz wikariuszem generalnym.

### Episkopat
27 czerwca 2020 roku został mianowany przez papieża Franciszka biskupem diecezji Sale. Sakry biskupiej udzielił mu 8 listopada 2020 arcybiskup Peter Comensoli.
23 marca 2023 ten sam papież mianował go członkiem Dykasterii ds. Duchowieństwa.